# Chelonus dolicocephalus
Chelonus dolicocephalus är en stekelart som beskrevs av Mccomb 1968. Chelonus dolicocephalus ingår i släktet Chelonus och familjen bracksteklar. Inga underarter finns listade i Catalogue of Life.